# تقني

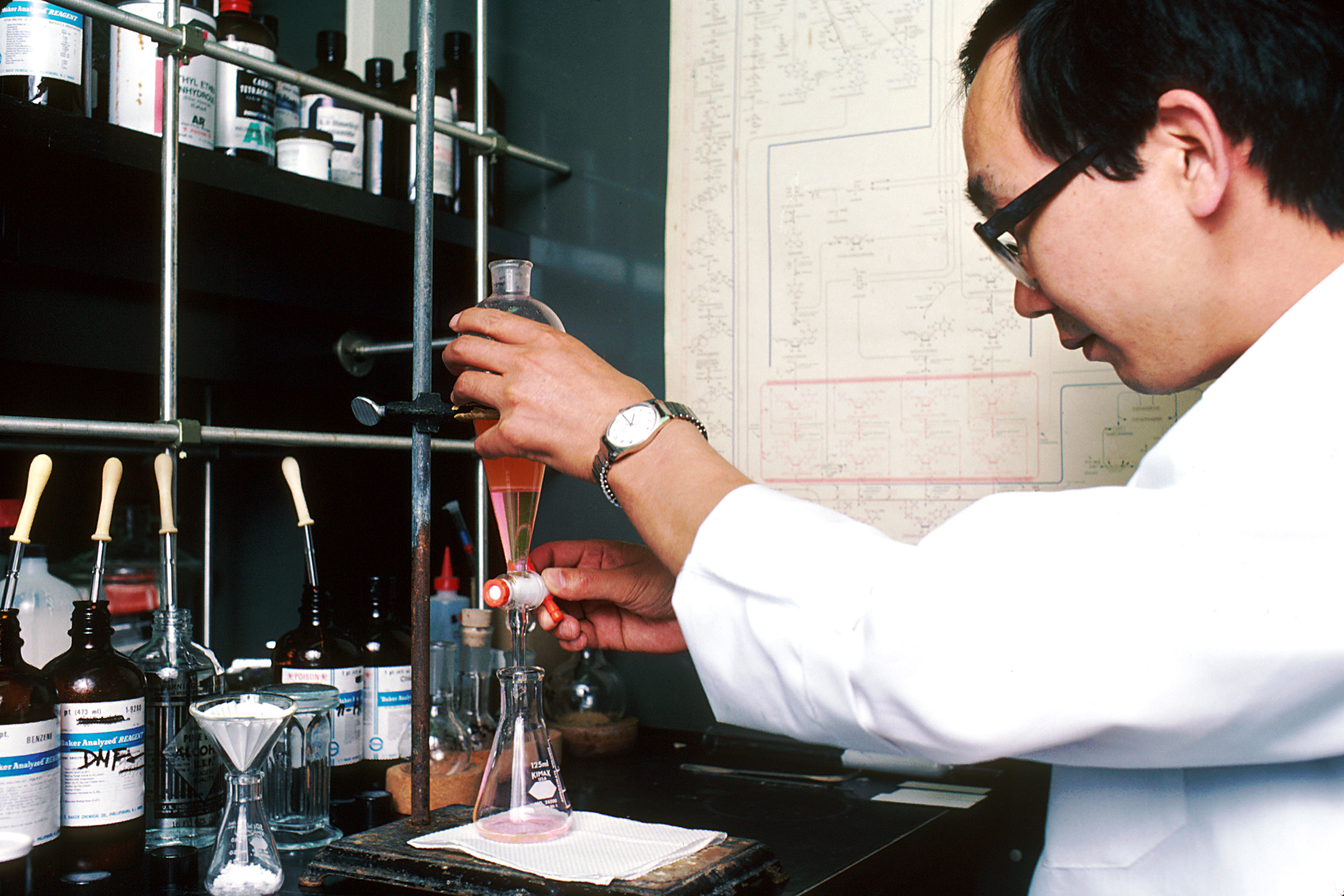
مساعد مهني في مختبر يحاول اصطناع مركب كيميائي يدخل في دواء.

التِقْنِيّ (بسكون القاف) أو الِاختصاصيّ أو المُختَصّ أو المُتَخصّص أو التِكنِيكِي أو التكنولوجي مَن يجمع بين علم التِقْنِيَّة والعلوم التطبيقية في المجالات التطبيقية وفي نواحي الحياة العملية، أي هو مَن يستطيع العمل نظرياً وعملياً
لبلوغ أعلى درجة من الأداء والجَودة المهنية بمهارات علمية وعملية من خِبرات وتدريب، فيحل أي مشكلة فنية ناتجة من الأداء البشري أو عيوب صناعة ومشكلات الاستعمال التي تصادفه وصولًا إلى الأداء الفني العلمي متكامل الأفضل.
والتكنولوجيا كلمة مشتقة من شطرين:
- تكنو: وتعني تِقْنِيّ أو اختصاصي.
- لوجك: أي علم بالمنطق.

فتعني: العلوم التِقْنيَّة أو العلوم التطبيقية. أما المعنى العلمي للتكنولوجيا فهو الاستعمال الأمثل الأذكى للعلوم الهندسية في المجالات التطبيقية وفي نواحي الحياة العملية.